# Barbula tomaculosa
Barbula tomaculosa là một loài rêu trong họ Pottiaceae. Loài này được Blockeel mô tả khoa học đầu tiên năm 1981.